# Haplostylus bengalensis
Haplostylus bengalensis är en kräftdjursart som först beskrevs av Hansen 1910.  Haplostylus bengalensis ingår i släktet Haplostylus och familjen Mysidae. Inga underarter finns listade i Catalogue of Life.